# فرط الشعر البسيط لفروة الرأس
فرط الشعر البسيط لفروة الرأس هو حالة جلدية سببها عيوب في بروتين كورنيوديزموسين.